# Gedeon Majunke
Gedeon Wilhelm Majunke (ur. 9 lub 10 maja 1854 w Spiskiej Sobocie; zm. 10 kwietnia 1921, tamże) – architekt, tworzący na przełomie XIX i XX w. na Spiszu.

## Życiorys
Był jedynym synem Antona i Johanny z domu Knizner. Po ukończeniu szkoły podstawowej w Spiskiej Sobocie w latach 1866–1872 uczył się w państwowej głównej szkole realnej w Koszycach. W latach 1872–1877 studiował w Wiedniu w ówczesnej Wyższej Szkole Technicznej, następnie w latach 1877–1880 w klasie mistrzowskiej profesora Theophila E. Hansena w wiedeńskiej Akademii Sztuk Pięknych, a w końcu jeszcze jeden semestr na tej samej uczelni u słynnego architekta Friedricha Schmidta. Po zakończeniu studiów krótko pracował w dobrach swojego mecenasa, hrabiego Emanuela Andrássy’ego w Betliarze. Pomimo oferty pracy pedagogicznej w Wiedniu, gdy otrzymał pierwsze zlecenia z Banku Kieżmarskiego, inwestującego w Dolnym Smokowcu, powrócił do Spiskiej Soboty. W 1884 r. ożenił się z Alice Hergessel, z którą miał trzech synów i córkę.
Tworzył w duchu neoklasycyzmu, neorenesansu i secesji. Projektował budynki użyteczności publicznej, kościoły, wspaniałe wille, domy mieszkalne, a także parki i ogrody. Zaprojektował restaurację kilku zabytkowych kaszteli. Po pożarze Rożniawy (15 lutego 1890 r.) podjął się szeregu prac przy odbudowie miasta. Był również autorem projektów kilku nagrobków cmentarnych. Poza działalnością architekta prowadził także własne przedsiębiorstwo budowlane, obejmujące m.in. parowy tartak.

## Działalność publiczna
Majunke był prezesem-założycielem miejscowego Towarzystwa Łyżwiarskiego (niem. Eislaufverband), później także propagatorem saneczkarstwa. Był członkiem Związku Karpackiego i Węgierskiej Towarzystwa Turystycznego (Magyar Turista Egyesület, MTE), założonego w 1891 roku. W niemieckim i węgierskim nazewnictwie tatrzańskim jego imieniem nazwano turnię Spąga w bocznej grani Małego Lodowego Szczytu (niem. Majunketurm, węg. Majunke-torony).
W Spiskiej Sobocie Majunke był komendantem miejscowej ochotniczej straży pożarnej oraz członkiem organizacji Czerwonego Krzyża. Również jego żona Alice była związana z Czerwonym Krzyżem, m.in. założyła lokalny oddział tej organizacji w Spiskiej Nowej Wsi.

## Dzieła
Niektóre projekty Gedeona Majunke:
- Jaworzyna Tatrzańska – drewniany kościół pw. św. Anny;
- Tatrzańska Kotlina – wille „Concordia”, „Thália” i „Železná brána” tzw. starego sanatorium;
- Tatrzańska Łomnica – hotel „Łomnica” (1893), kościół ewangelicki;
- Stary Smokowiec – hotel „Tatra”, kościół Niepokalanego Poczęcia NMP (1888);
- Dolny Smokowiec – willa „Kamzík” (dzisiaj „Mudroň”), willa „Srnka” (dzisiaj „Kollár”, 1889) kościół Najświętszego Zbawiciela (1890);
- Nowy Smokowiec – sanatorium „Europa” (tzw. stare sanatorium, 1894);
- Tatrzańska Polanka – sanatorium dra Michaela Guhra (tzw. stare sanatorium, 1902);
- Wyżnie Hagi – restauracja „Koliba” (1890), hotel „Erika” (1897), zameczek księcia Hohenlohe (1898),

- Kwietnica – budynki zdrojowe;
- Szczyrbskie Jezioro – willa arcyksięcia (później „Solisko”), letniskowe wille „Klothilde” i „Mária Terézia” (nie istnieją);
- Dolina Pięciu Stawów Spiskich w Tatrach – schronisko Téry’ego (1899);